# Un amour à trois
Pour plus de détails, voir Fiche technique et Distribution.
Un amour à trois (Plagio) est un drame érotique franco-italien réalisé par Sergio Capogna et sorti en 1969. 

## Synopsis
Pendant les mouvements étudiants de 1968, dans une Bologne en ébullition, Angela et Massimo rencontrent Guido, riche descendant d'une famille locale. Massimo et Angela, tous deux étudiants à l'université, s'aiment sincèrement. Mais la rencontre avec Guido sème le trouble dans le couple : Guido, qui n'a jamais connu le véritable amour, reste comme envoûté par la pureté des sentiments entre Massimo et Angela. Guido invite le jeune couple dans sa belle maison et, à eux trois, ils établissent une cohabitation. Guido, attiré par Angela, finit par avoir des rapports sexuels avec la jeune fille mais, pris de remords, il est obligé d'avouer le fait à Massimo qui, plus bouleversé que jamais, retourne à Rimini auprès de ses parents. Angela retourne à Bologne et les trois amis se séparent.
Angela veut aimer les deux garçons et Guido semble éprouver un sentiment étrange à l'égard de Massimo. Ils finissent par avoir une relation à trois, au cours de laquelle Guido et Massimo s'embrassent fougueusement. Sous prétexte de vouloir acheter quelque chose à manger, Guido s'en va tôt le matin. On le retrouve mort, sa voiture ayant terminé sa course dans un ravin : malchance ou suicide ? Le film se termine par l'enterrement de Guido. Angela dépose quelques fleurs sur le cercueil, puis accompagne Massimo à la gare, toujours en route pour Rimini. Massimo est désespéré par la mort de Guido, une larme coule sur son visage. Guido l'aimait-il ? Ou est-ce Massimo qui aimait Guido ?

## Fiche technique
- Titre italien original : Plagio[1]
- Titre français : Un amour à trois[2]
- Réalisateur : Sergio Capogna
- Scénario : Sergio Capogna
- Photographie : Antonio Piazza
- Montage : Sergio Capogna
- Musique : Gustav Mahler, Dirtan Michailev, Gianni Davoli
- Décors : Franco Bottari
- Production : Enrico Colombo, Giuliana Scappino, Oscar Righini, Henri Zaphiratos
- Société de production : Faser Film, Prodimex Film, International Thanos Films
- Pays de production :  Italie -  France
- Langues originales : italien
- Format : couleur - Son mono - 35 mm
- Durée : 90 minutes
- Genre : drame érotique[2]
- Dates de sortie :
  - Italie : 19 avril 1969
  - France : 20 mai 1970[2]

## Distribution
- Ray Lovelock : Guido
- Alain Noury : Massimo
- Mita Medici : Angela
- Dino Mele : Roberto
- Cosetta Greco : Edera
- Libero Grandi : professeur d'université
- Giuliano Esperati : policier
- Raffi : la petite sœur de Guido
- Marisa Solinas
- Marco Guglielmi
- Mirella Pamphili